# 石橋山之戰
石橋山之戰（石橋山の戦い），是日本平安時代末期治承4年（1180年）源賴朝軍與大庭景親等平家軍之間的戰鬥。此役是源平合戰的諸戰役之一，最終以源賴朝大敗收場。敗走的源賴朝輾轉逃往安房國，並在此地重整勢力。

## 背景
治承4年（1180）8月17日，源賴朝旗下武士襲擊伊豆國目代山木兼隆。取得勝利後，為了與相模國三浦半島的三浦一族會合，源賴朝率軍向東行進；軍隊中，有北條氏、工藤氏等伊豆武士，及土肥氏、岡崎氏等西相模武士，總兵力約300騎。另一方面，平家家臣大庭景親率領相模、武藏武士約3000騎阻擋源賴朝軍的去路；伊豆豪族伊東祐親也率領約300騎從源賴朝軍背後逼近。三浦氏則因河水暴漲，無法支援源賴朝。

## 合戰
治承4年（1180）8月23日夜晚，於今日神奈川縣小田原市西南處，源賴朝軍與大庭景親軍展開交戰。戰鬥持續至隔天，源賴朝軍寡不敵眾，工藤茂光、佐奈田義忠、北條時政嫡子北條宗時等人紛紛戰死；源賴朝逃入山中，躲避敵軍追捕。

## 戰後
源賴朝在土肥實平的帶路下，從真鶴岬渡海前往房總半島。另一方面，沒能成功與源賴朝會合的三浦一族，於由比濱擊殺畠山重忠軍50餘騎；後，畠山重忠與秩父一族襲擊三浦氏據點衣笠城，三浦氏家主三浦義明戰死，三浦一族也逃往房總半島(衣笠城合戦)。